# كاثرين ري
كاثرين ري (بالفرنسية: Catherine Rey)‏ (1956، سانتس في فرنسا)؛ روائية فرنسية.